# Metal Slug 5
Metal Slug 5 (メタルスラッグ 5 Metaru Suraggu 5?) es un videojuego que forma parte de la saga Metal Slug. Fue lanzado para la consola Neo-Geo en noviembre de 2003, además de ser una de las últimas entregas para la placa Arcade. También forma parte del Metal Slug Anthology para la Wii, PlayStation 2 y PlayStation Portable. Metal Slug 5 es nuevamente diseñado por SNK Playmore junto con Noise Factory, incluyendo nuevas armas y vehículos.
La gran diferencia que tiene con sus predecesores es la posibilidad de agregar el modo «barrer», avanzando por el suelo levemente más rápido, lo cual lo hace útil contra blindados aéreos. Se diferencia también de Metal Slug 4 debido a que esta última había copiado varios escenarios de las anteriores versiones, mientras que Metal Slug 5 muestra nuevos, además de tener una historia nueva. Fue lanzado para la PlayStation 2 y la Xbox en un paquete junto con Metal Slug 4.
Fue publicado en PC en la compilación llamada Metal Slug Collection PC.

## Argumento
Un disco especial que contiene secretos profundos e intrincados sobre el proyecto Metal Slug es robado por un grupo misterioso llamado El ejército Ptolemaico, especializado en el espionaje arqueológico. Marco y Tarma, de la fuerza «Halcón», siguen en la búsqueda del grupo y en el proceso son apoyados por Eri y Fio, de «Sparrows». Juntos una vez más, el cuarteto investiga el objetivo del ejército Ptolemaico.
Al final, el cuarteto descubre que lo que quería el ejército Ptolemaico era hacerse con una máscara mágica encontrada en las ruinas mayas de Guatemala. Esta máscara transformaba a quien se la ponía en un demonio llamado Scyther. Uno de los nativos mayas se pone la máscara y se transforma en Scyther, el jefe final después de destruir al ejército Ptolemaico. El cuarteto estaba a punto de darse por vencido dado que Scyther era más poderoso que cualquiera de los enemigos que han enfrentado, pero Marco descubre su punto débil: un cráneo transparente en el pecho de la criatura. Marco y Tarma hacen todo lo posible por vencer al demonio y, finalmente, lo logran.
Después de que terminan los créditos se puede ver que Scyther no murió y que busca vengarse de la fuerza «Halcón» y «Sparrows».

## Misiones
- Misión 1:

Los agentes del ejército regular inician su contraataque contra los nativos y las fuerzas ptolemaicas en la selva profunda. Son transportados a través de un río hasta el Corredor del Fuego, unas ruinas mayas. El templo es un túnel repleto de trampas, con fuego saliendo de las paredes, ríos de lava, un techo con púas, gusanos y nativos. Todas las rutas llevan al exterior, donde se enfrentan a un gigantesco Slug llamado Metal Rear.
- Misión 2:

Después de su exitoso contraataque en el Corredor del Fuego, los soldados del ejército regular abandonan la selva y llegan a una base ptolemaica en las montañas. Se abren paso eliminando la seguridad agresiva y destruyen la producción de vehículos ptolemaicos. Dejan la base en ruinas con el Slug Flyer como prueba de su trabajo bien hecho, pero la batalla no ha terminado. Un enorme portaaviones llamado Shooting Ray aparece en el cielo y comienza a combatir a nuestros héroes.
- Misión 3:

El ejército regular llega a un rascacielos de Nueva York, recientemente ocupado y convertido en otra base ptolemaica. Los agentes del ejército regular corren por el estacionamiento y suben por el edificio. Los soldados de las Fuerzas Especiales ptolemaicas emboscan constantemente a los héroes a través de los conductos de ventilación y las ventanas. Mientras tanto, Soldados Enmascarados Ptolemaicos supervisan el caos y dirigen a los altos mandos del ejército ptolemaico. Los héroes llegan al piso más alto y enfrentan a un mecha que desciende desde el exterior para combatir.
- Misión 4:

Los soldados del ejército regular atacan una gran base costera ptolemaica que se extiende hacia el mar. Utilizando el Slug Mariner, también asaltan una base submarina repleta de soldados ptolemaicos y prisioneros capturados. Sorprendentemente, la base conduce a un campo abierto en el desierto, donde un gran submarino emerge debajo de la arena para enfrentarse al ejército regular.
- Misión Final:

El ejército ptolemaico ha lanzado un ataque masivo contra Osaka utilizando una base móvil, dejando gran parte de la ciudad en llamas. El ejército regular sube al Slug Mobile para llegar rápidamente a la zona antes de que los enemigos causen más destrucción. Una vez allí, toman un atajo a través del metro y llegan a la base móvil. En el punto más alto de la base, se enfrentan a un gran demonio. Derrotar a esta bestia celestial parece poner fin a la tiranía del ejército ptolemaico, salvando el día una vez más.

## Novedades
- Se retira el sistema de bonus que había en Metal Slug 4.
- Se agrega la opción de deslizarse y barrerse por el suelo.
- Tiene bugs en las misiones 1, 2 y 3.
- Aparte de los enemigos (que son los soldados) aparecen otros, como los nativos, generales, robots de avanzada tecnología y hombres con máscaras (que reviven después de haberles disparado una vez).
- Regresan Eri y Tarma como jugadores seleccionables, retirándose a Nadia y Trevor.
- El soundtrack del final boss es el mismo que en Metal Slug.
- Solo tres nuevos vehículos fueron agregados:
  - El Slug Gunner, una versión mejorada del Metal Slug.
  - El TIAF 660, un auto con cañón Vulcan que gira 360 grados. No se puede salir del vehículo y está en constante movimiento, similar a la camioneta de Metal Slug.
  - El Spider Slug, una máquina gigante que camina mediante dos largas patas y sostenida de otras dos sujetas al techo. Tiene dos cañones Vulcan y puede lanzar un arpón.

- La banda sonora es diferente de los demás juegos de la franquicia, ya que está hecha en su gran mayoría con fusiones de heavy metal y otros géneros.

- El ataque frontal sacrificando un vehículo se acciona presionando «D» (en vez de «A» y «B», como en los juegos anteriores).

- Rumi Aikawa maneja el Rumijet, un vehículo que es una copia calcada del famoso caza alemán Messerschmitt ME 163 Komet (Cometa).
- Con la dificultad elegida tan solo cambia la velocidad y la resistencia de los enemigos, conservando sus animaciones y ataques mientras que el resto del juego no (los escenarios, el número de enemigos, el recorrido, el tiempo, el número de misiones y el ending no sufren cambios).
- Se puede aumentar el tiempo de cada misión hasta 90, pero no permite bajarlo de 60.